# 柱町
柱町（はしらちょう）は、愛知県岡崎市の町名。岡崎地区に位置する。丁番を持たない単独町名であり、31の小字が設置されている。

## 地理
岡崎市の南部に位置する。

### 河川
- 占部川

### 小字
| - 字稲荷（いなり） - 字馬畷（うまなわて） - 字折戸（おりど） - 字鐘場（かねば） - 字上荒子（かみあらこ） - 字上川田（かみかわだ） - 字北屋敷（きたやしき） - 字木ノ下（きのした） - 字下弁当（げべとう） - 字権九（ごんく） - 字作々（さくさく） | - 字下荒子（しもあらこ） - 字下川田（しもかわだ） - 字下地（しもじ） - 字神明（しんめい） - 字世戸荒子（せとあらこ） - 字高木（たかぎ） - 字竹ノ花（たけのはな） - 字土取（つちとり） - 字堤畔（つつみぐろ） - 字百々（どうど） | - 字西浦（にしうら） - 字野添（のぞえ） - 字羽根田（はねだ） - 字林（はやし） - 字東荒子（ひがしあらこ） - 字東浦（ひがしうら） - 字福部池（ふくべいけ） - 字文女（ぶんにょ） - 字南屋敷（みなみやしき） - 字若宮（わかみや） |

## 世帯数と人口
2019年（令和元年）5月1日現在の世帯数と人口は以下の通りである。
| 町丁 | 世帯数    | 人口    |
| ---- | --------- | ------- |
| 柱町 | 1,185世帯 | 2,789人 |

### 人口の変遷
国勢調査による人口の推移
| 1995年（平成7年）  | 4,111人 | [ 5 ] |  |
| 2000年（平成12年） | 4,174人 | [ 6 ] |  |
| 2005年（平成17年） | 2,214人 | [ 7 ] |  |
| 2010年（平成22年） | 2,631人 | [ 8 ] |  |
| 2015年（平成27年） | 2,698人 | [ 9 ] |  |

## 学区
市立小・中学校に通う場合、学区は以下の通りとなる。
| 区域         | 小学校             | 中学校             | 高等学校普通科 |
| ------------ | ------------------ | ------------------ | -------------- |
| 東海道線以東 | 岡崎市立羽根小学校 | 岡崎市立翔南中学校 | 三河学区       |
| 東海道線以西 | 岡崎市立岡崎小学校 | 岡崎市立翔南中学校 | 三河学区       |

## 歴史
額田郡柱村を前身とする。

### 沿革
- 1889年（明治22年）10月1日 - 町村制施行・合併に伴い、岡崎村大字柱となる[11]。
- 1928年（昭和3年）9月1日 - 岡崎市へ編入し、同市柱町となる[12]。
- 1980年（昭和55年）7月31日 - 一部が若松東二〜三丁目となる[12][13]。
- 1981年（昭和56年）1月13日 - 一部が羽根東町となる[12][13]。
- 1990年（平成2年）9月20日 - 一部が柱曙一〜三丁目・庄司田一〜三丁目となる[12][13]。
- 2003年（平成15年）7月26日 - 一部が羽根西二丁目・羽根西新町・柱一〜六丁目・針崎一丁目となる[13]。

### 史跡
- 神明遺跡
- 高木遺跡

## 施設
- 吉村医院あさひ産婦人科[14]
- ララシャンスOKAZAKI迎賓館（2017年10月13日オープン）
- 出会いの杜公園（2018年3月24日オープン）[15]
- 岡崎針崎郵便局
- ドミー 岡崎駅東店
- ブラザー印刷 本社
- 蒲郡信用金庫 岡崎南支店

## 交通

### 鉄道
- JR東海道本線 岡崎駅

### 道路
- 愛知県道43号岡崎碧南線（土呂西尾道）
- 愛知県道326号桑谷柱線（緑丘通り）
- 愛知県道478号岡崎停車場線（電車通り）
- 愛知県道479号熊味岡崎線（青野街道）
- 愛知県道483号岡崎幸田線

## ギャラリー
- 吉村医院あさひ産婦人科[14]
- 占部川（川の右側は柱町下地）
- 出会いの杜公園
- 蒲郡信用金庫岡崎南支店
- 岡崎神召キリスト教会

## その他

### 日本郵便
- 郵便番号 : 444-0834[3]（集配局：岡崎郵便局[16]）。

## 参考資料
- 「角川日本地名大辞典」編纂委員会 編『角川日本地名大辞典 23 愛知県』角川書店、1989年3月8日。ISBN 4-04-001230-5。
- 有限会社平凡社地方資料センター 編『日本歴史地名体系第23巻 愛知県の地名』平凡社、1981年。ISBN 4-582-49023-9。
- 新編岡崎市史編さん委員会 編『新編岡崎市史 総集編 20』1993年。